# Ramirez-Perez
Ramirez-Perez – jednostka osadnicza w Stanach Zjednoczonych, w stanie Teksas, w hrabstwie Starr.